# Cupra

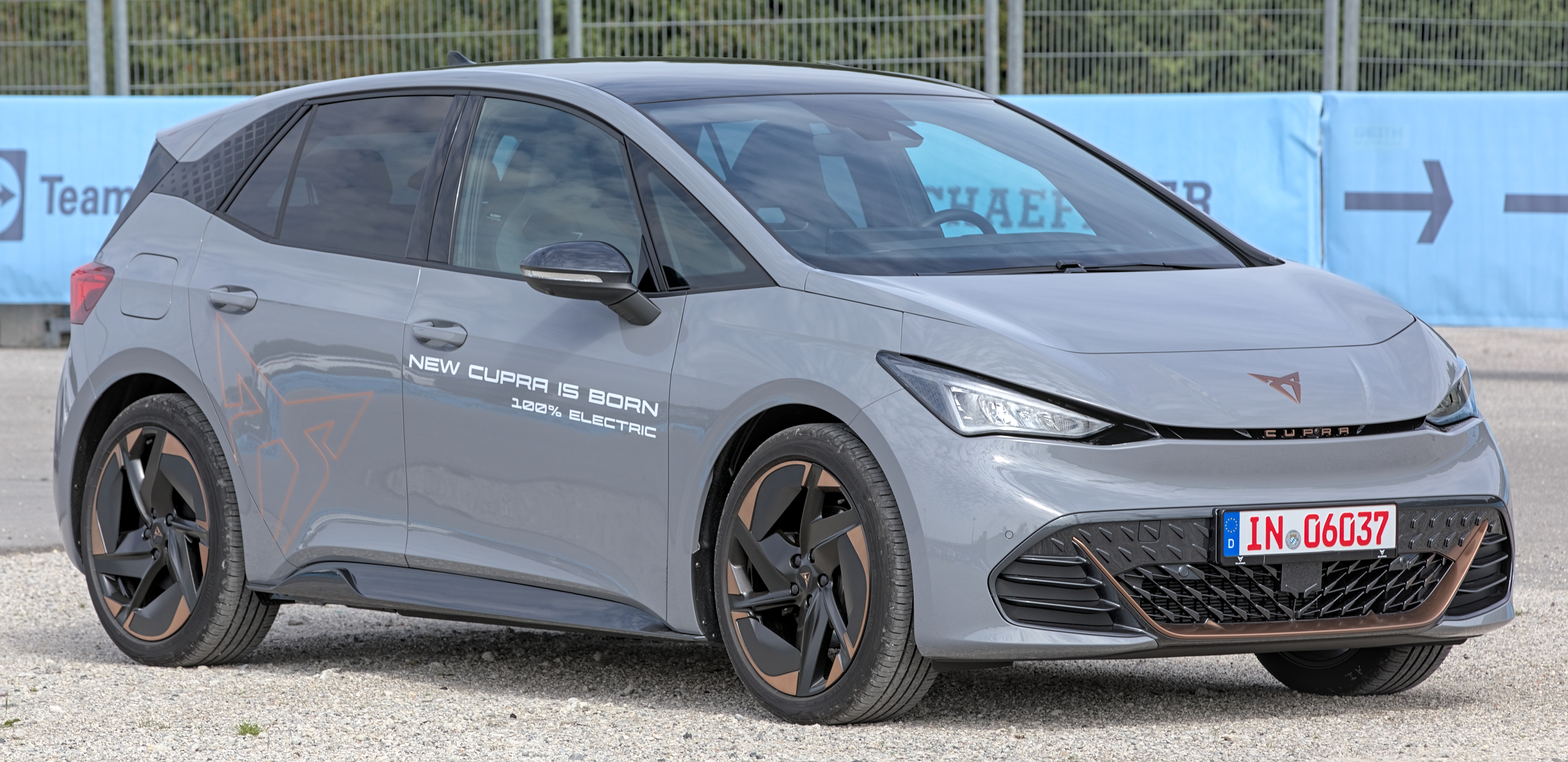
Az elektromos meghajtású Cupra Born

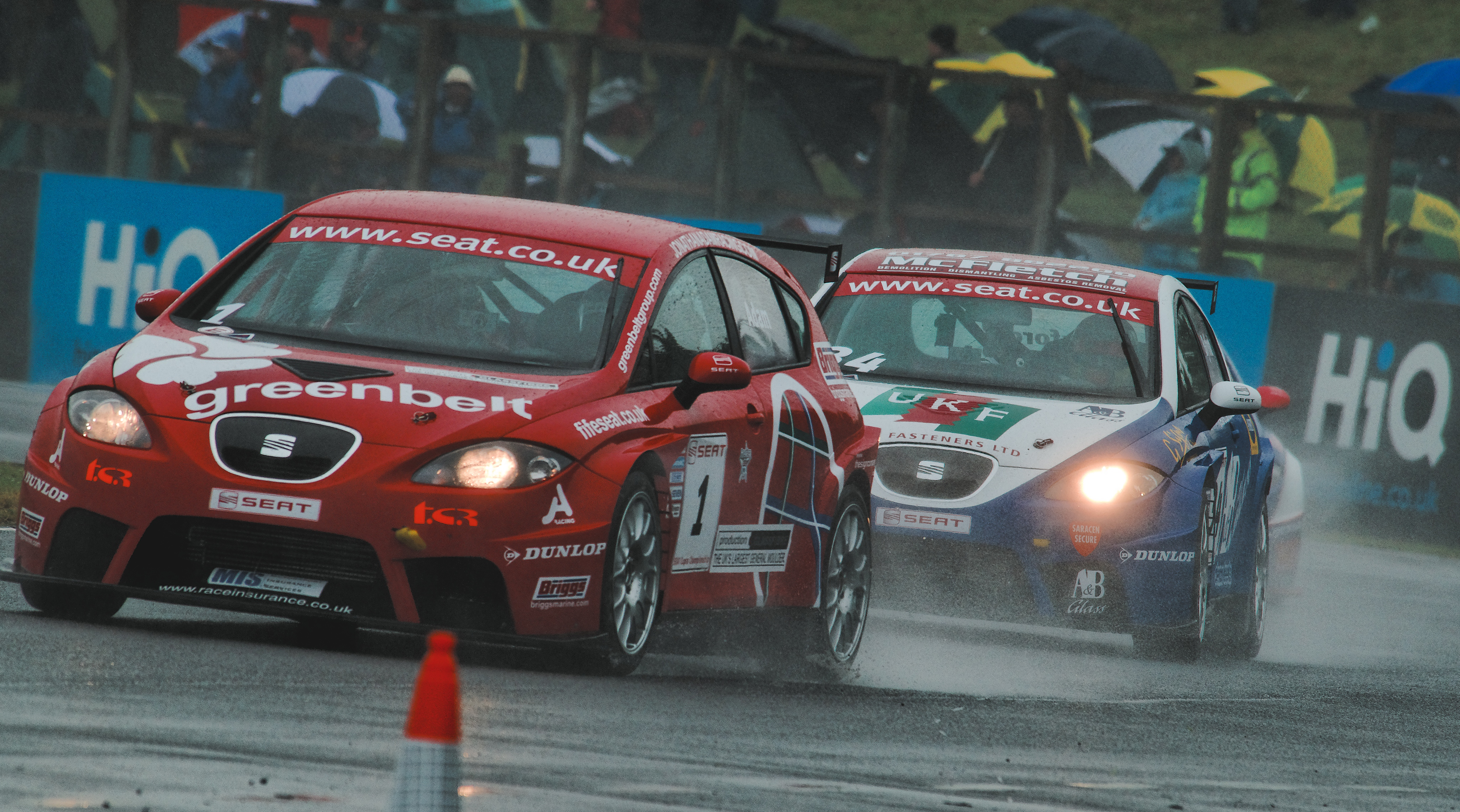
Jonathan Adam (piros) Cupra típusú Seat-ja

A Cupra egy 2010-ben alapított spanyol autómárka. Korábban a SEAT autógyártó nagy teljesítményű sportosztálya volt.
A CUP és a RAcing szavakból összeállított műszó az 1996-os, 1997-es és 1998-as rally F2-es kategóriában elért háromszoros világbajnoki győzelmeket követően jött létre. A SEAT gyár először a győztes Ibiza modellből építette meg a 2.0 literes 16 szelepes 150 lóerős Ibiza CUPRA modellt, mely azonnal elindította a sportos autógyártók útján a martorelli gyárat. A CUPRA2 fantázianevű IBIZA modell csupán szerényebb változtatásokat hozott.

## Története

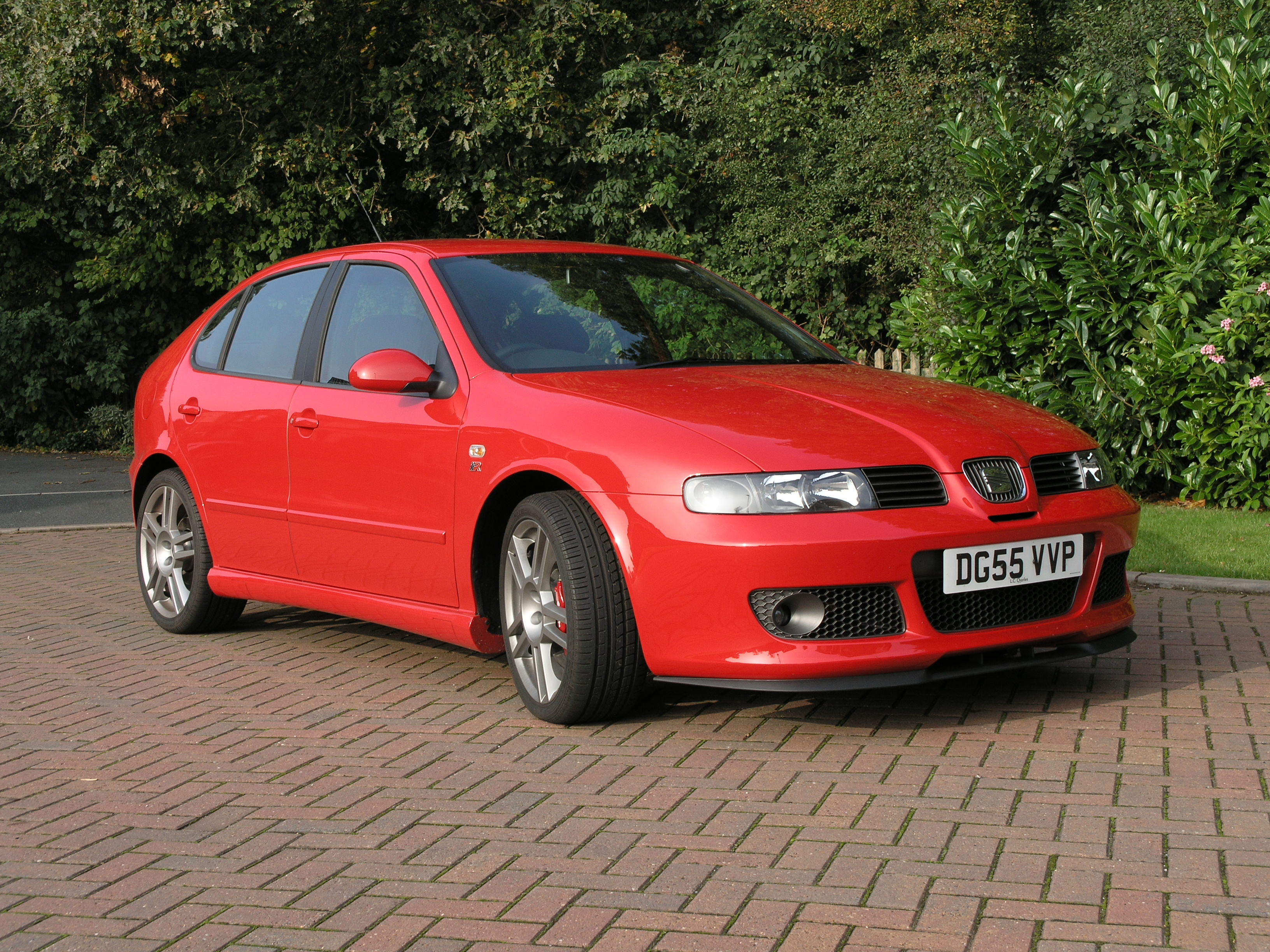
SEAT Leon 1M Cupra R

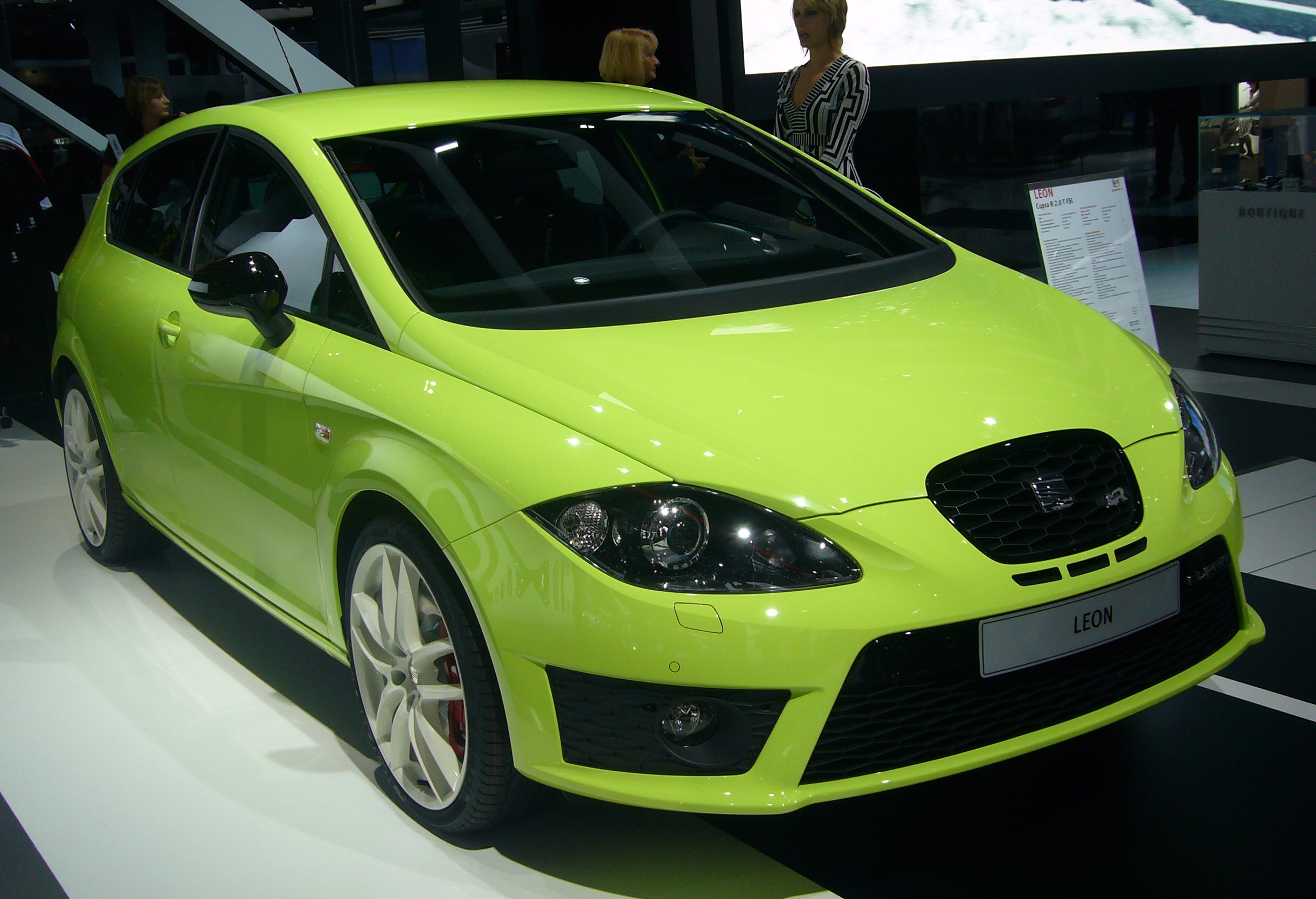
SEAT Leon 1P Cupra R

### SEAT modellként
2000-ben kerültek piacra a "ráncfelvarrott" Ibiza/Cordoba modellsorozatok Cupra modelljei, melyek immáron 1.8 literes, 20 szelepes turbómotorral teljesítettek 156 LE-t, de nyomatékuk a feltöltős motorokra jellemzően jóval szélesebb fordulatszámtartományban volt elérhető. Későbbiekben pedig megkapták az 1.8 lteres 20 szelepes motor 180le-s verzióját, ami a 3. generációs Ibiza Cuprában is szolgált. A teljesítmény a 2008-ban megjelent 4. generációs Ibiza Cuprában se nőtt, viszont a egy új 1.4 literes turbós-kompresszoros erőforrást kapott az autó 7sebességes duplakuplungos váltóművel. Ezt a változást az autóiparban manapság divatos, úgy nevezett "downsizing" folyamat hozta, melynek az a lényege, hogy kisebb lökettérfogatú motorokra - jelen esetben kétféle - feltöltést raknak, és így érik el a kívánt teljesítményt.
Az igazi áttörést azonban a Leon modell Cupra R változata hozta. Az eleinte 210, majd 225 LE-s modell kőkemény futóműve, négydugattyús BREMBO féknyereggel szerelt fékei, és decens megjelenése teljesítette ki igazán a CUPRA márkanevet. A modell számos összehasonlító tesztet nyert, főleg a versenypályás (köridős) összehasonlításokban.
Cupra 4 : A SEAT Leon első generációjának az 1M-nek az összkerékhajtású sportmodelljeit jelöli elérhetők voltak 1.9PDTDI turbódízel 150 lóerős motorral illetve 2.8 V6 szívóbenzines motorral 204 lóerős teljesítménnyel . 
2004-ben debütált  a SEAT Ibiza Cupra dízel változata melyet egy 1.9PDTDI turbódízel motor mozgatott 160LE-vel és ami még fontos 330NM-es forgatónyomatékkal  mindössze 7.5 másodpercre volt szüksége hogy elérje a 100KM/H .A SEAT első dízel erőforrással ellátott Cupra modellje és abban az időben a márka legerősebb dízel modellje . 
A 2006-végén bevezetett új Leon Cupra modell már 240 LE-s teljesítményre képes, mely motor műszakilag megerősített fődarabjai a 300LE-s teljesítmény leadására is könnyedén képesek.
2009-től a ráncfelvarrást követően megjelent a Cupra R változat is, amely 265LE-t teljesít, váltója elektronikus differenciálzárral felszerelt, valamint 19" felnikkel szerelik, és az Alcantara bőrkárpit is szériafelszereltség. Emellett szintén kapható volt facelift verzióban a 241LE-s  Cupra .   A  svájci piacra készült a túraautó világbajnokság tiszteletére több limitált széria  pl Cupra R310 .
2014-ben mutatkozott be a SEAT Leon legújabb változatának az 5F szériának a Cupra verziója 265 illetve 280 lóerős teljesítménnyel melyről egy 2.0TSI turbófeltöltős blokk gondoskodik , három illetve ötajtós változatban . A 265 lóerős modellek 18 colos alumíniumfelnit kaptak , a 280 lóerősek 19 colos felnit .  A 265 illetve a 280 lóerős modellhez is rendelhető DSG automata váltó felárért cserébe ezzel a Cupra 280 5.7 másodperc alatt teljesíti a 0-100-as sprintet . A Leon Cupra család első automata váltóval is rendelhető modelljei . Elérhetővé válik a performance pack mely különleges színkombinációt illetve komolyabb fékrendszert és más felnit takar.

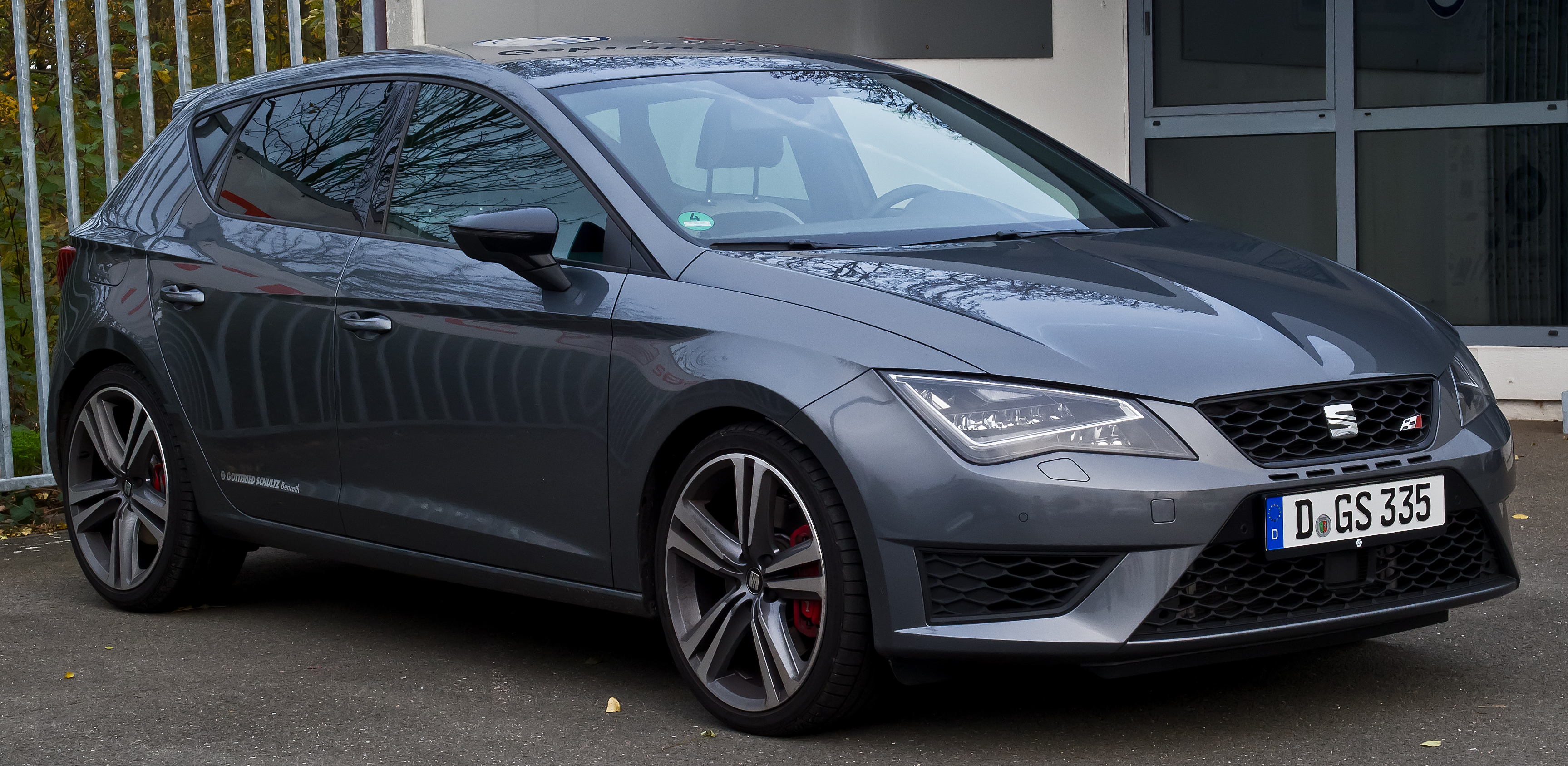
SEAT Leon Cupra 280

2015-ben megjelenik a Leon Cupra kombi az az ST változata mely szintén elérhető 265 illetve 280 lóerős erőforrással és ugyanazon extrákkal mint három illetve ötajtós társai , a SEAT első kombi ( ST ) Cupra modellje . 2015-ben a leggyorsabb kombi a Nürburgringen megelőzve olyan nagynevű modelleket mint például az Audi RS4 Avant 4.2 V8 FSI . 
2016-ban ráncfelvarrást kapott a Leon.  
2016 az Ibiza Cupra  1.8TSI 192 LE-s motort kap a korábbi 1.4 kompresszor-turbós helyett.  
2016 megjelenik az ST Cupra változatból a 4x4 hajtású modell .   
2017 bejelentik a Leon Cupra R-t  mindössze 800db-ra fog belőle készülni  2.0 TSI motorja manuális váltóval  310LE  , DSG váltóval 300 .  Külső és belső jegyekben is eltér az alap Cupra modelltől .

### Önálló márkaként
2018-ban a Cupra önálló márka lett.  
Ebben az évben bejelentették az ST Cupra R modellt 4x4 hajtással, 310 lóerővel, opcionálisan ABT által 365 lóerővel. 2019-ben bemutatták a Cupra  Formentor  hibrid koncepcióautót 2.0TSI motorral (245LE).